# Reinhold Cleß

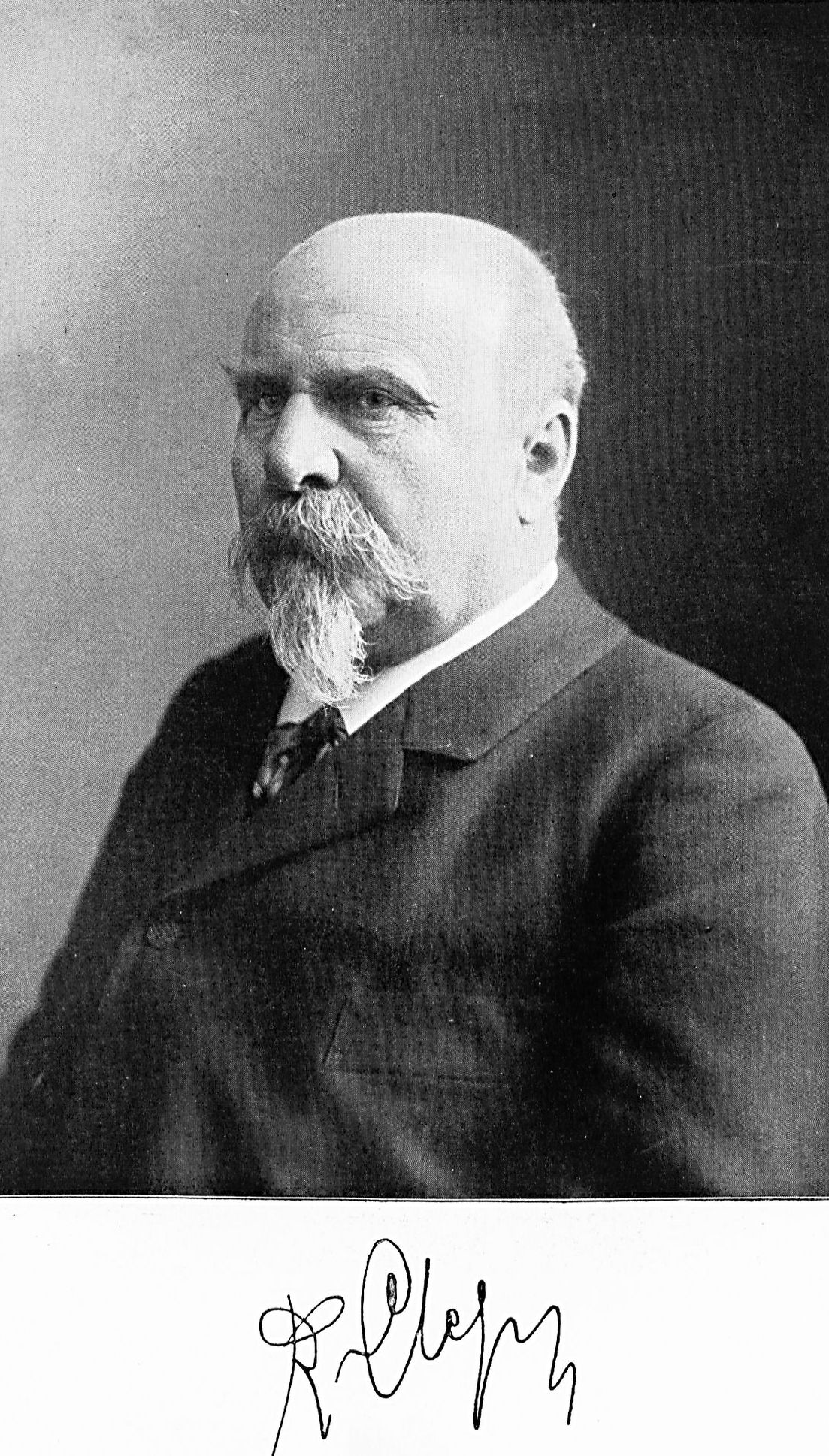
Reinhold Cleß

Reinhold Cleß (* 4. Februar 1839 in Winnenden; † 31. August 1907 in Stuttgart) war ein württembergischer Bauunternehmer und Landtagsabgeordneter. 

## Leben
Cleß war von Beruf Bauunternehmer und lebte seit 1885 in Stuttgart. Seine Firma baute in erster Linie Tunnel und Brücken in Südosteuropa, in der Schweiz und in Württemberg. Seit 1895 lebte er als Privatier in Stuttgart. Von 1901 bis 1906 war er Abgeordneter im Württembergischen Landtag. Er vertrat den Wahlkreis Weinsberg und gehörte der Württembergischen Volkspartei an. 1906 verlor er sein Mandat an Albert Barth. Von 1898 bis zu seinem Tod gehörte Cleß daneben dem Stuttgarter Gemeinderat an.
Reinhold Cless war Mitglied im Verein Bauhütte, im Bürgerverein Bollwerk und im Bürgerverein Innere Stadt. Er war verheiratet mit Caroline Maurer und wurde auf dem Pragfriedhof in Stuttgart beigesetzt.